# Остара
Остара (на староанглийски: Ēastre, на старонемски: Ôstara) е германска богиня.
Остара е удостоверена единствено от Беда Достопочтени в своята творба от VIII век The Reckoning of Time, където посочва, че по време на Ēosturmōnaþ (еквивалента на април) англосаксонците празнували в чест на Остара, но че тази традиция е отмряла и е изместена от християнския пасхален месец, празник на възкресението на Иисус.
Предложени са теории, свързани с Остара и германските великденски обичаи, включващи зайци и яйца.